# Piaski (gemeente in Lublin)
De gemeente Piaski is een stad- en landgemeente in het Poolse woiwodschap Lublin, in powiat Świdnicki (Lublin).
De zetel van de gemeente is in Piaski.
Op 30 juni 2004 telde de gemeente 10 834 inwoners.

## Oppervlakte gegevens
In 2002 bedroeg de totale oppervlakte van gemeente Piaski 169,73 km², waarvan:
- agrarisch gebied: 84%
- bossen: 11%

De gemeente beslaat 36,19% van de totale oppervlakte van de powiat.

## Demografie
Stand op 30 juni 2004:
| Omschrijving                   | Totaal | Totaal | Vrouwen | Vrouwen | Mannen | Mannen |
| ------------------------------ | ------ | ------ | ------- | ------- | ------ | ------ |
| eenheid                        | aantal | %      | aantal  | %       | aantal | %      |
| inwoners                       | 10 834 | 100    | 5596    | 51,7    | 5238   | 48,3   |
| bevolkingsdichtheid (inw./km²) | 63,8   | 63,8   | 33      | 33      | 30,9   | 30,9   |

In 2002 bedroeg het gemiddelde inkomen per inwoner 1123,92 zł.

## Administratieve plaatsen (sołectwo)
Borkowszczyzna, Brzezice, Brzezice Pierwsze, Brzeziczki, Bystrzejowice Pierwsze, Bystrzejowice Drugie, Bystrzejowice Trzecie, Emilianów, Gardzienice Pierwsze, Gardzienice Drugie, Giełczew, Jadwisin, Janówek, Józefów, Kawęczyn, Kębłów, Klimusin, Kolonia Siedliszczki, Kolonia Kębłów, Kolonia Wola Piasecka, Kozice Dolne, Kozice Dolne-Kolonia, Kozice Górne, Majdan Brzezicki, Majdan Kawęczyński, Majdan Kozic Dolnych, Majdan Kozic Górnych, Majdanek Kozicki, Marysin, Młodziejów, Nowiny, Piaski Górne, Piaski Wielkie, Siedliszczki, Stefanówka, Wierzchowiska Pierwsze, Wierzchowiska Drugie, Wola Gardzienicka, Wola Piasecka, Żegotów.

## Aangrenzende gemeenten
Fajsławice, Głusk, Jabłonna, Krzczonów, Mełgiew, Milejów, Rybczewice, Trawniki.